# Frente de Juventudes
El Frente de Juventudes fue un organismo político-administrativo creado en España en 1940, como sección juvenil autónoma de Falange Española Tradicionalista y de las Juntas de Ofensiva Nacional Sindicalista, el único partido político autorizado por la dictadura del general Franco (1939-1975).
El Frente de Juventudes fue creado para el encuadramiento y adoctrinamiento político de los jóvenes españoles según los principios del llamado Movimiento Nacional, el conglomerado de fuerzas político-sociales que apoyaron el Alzamiento militar contra la II República, que daría origen a la Guerra Civil con la que Franco se hizo con el poder.

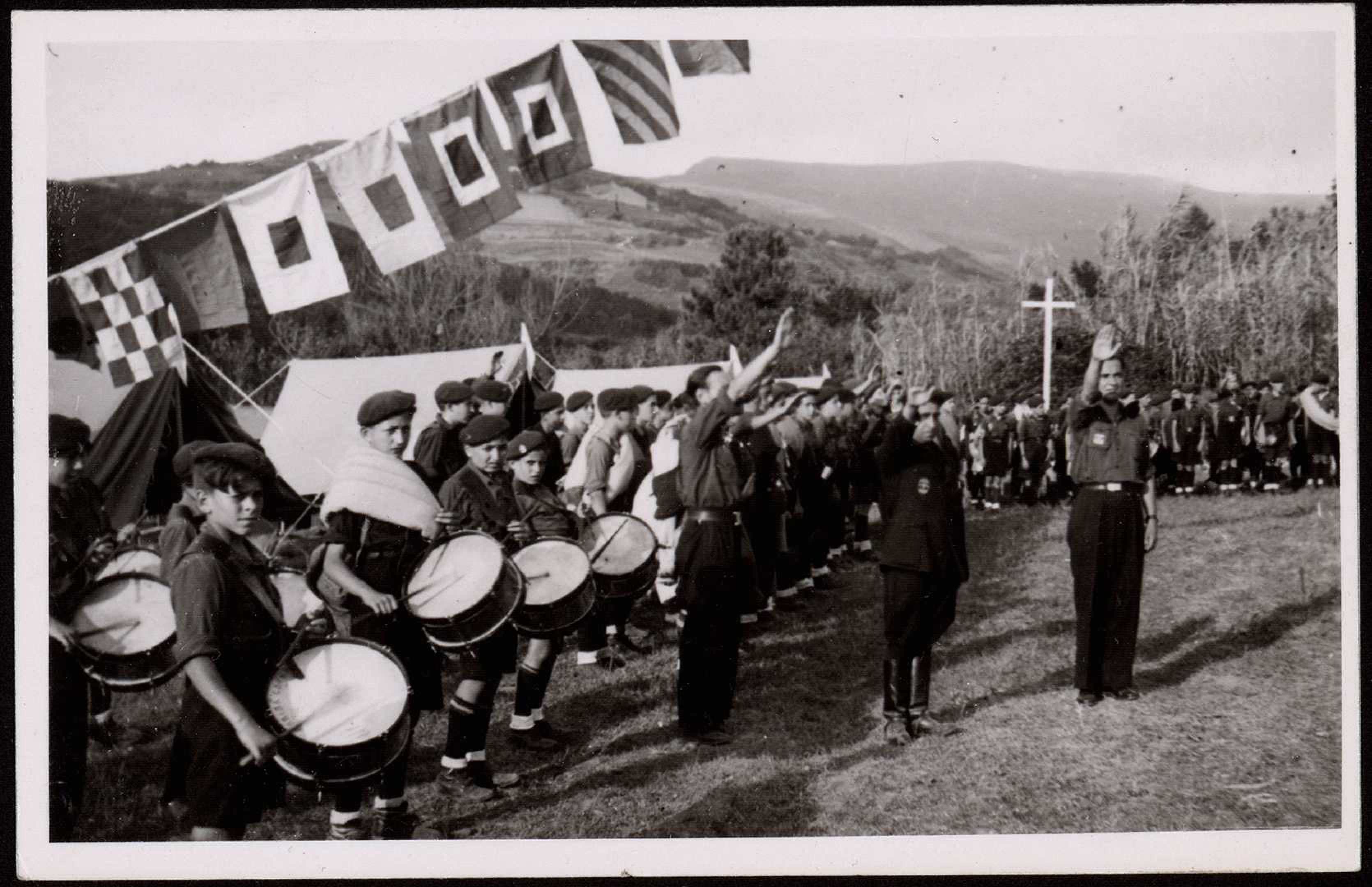
Inauguración de un campamento de "flechas" y "pelayos" en la localidad vizcaína de Baquio durante la Guerra Civil (julio de 1938): izado solemne de la bandera.

Con anterioridad a su creación, habían existido una serie de organizaciones juveniles de los partidos que apoyaron el Alzamiento, especialmente los "pelayos", juventudes del tradicionalismo, y los "balillas" (posteriormente conocidos como "flechas"), primera denominación de la organización juvenil de Falange Española de las JONS, que, a raíz del Decreto de Unificación de 1937, pasó a denominarse Organizaciones Juveniles (OOJJ).. El primer Delegado Nacional de las OOJJ fue el coronel Mateo Torres Bestard; en mayo de 1938 se sustituyó como Delegado, Sancho Dávila; que lo sería hasta que por la Ley de 6 de diciembre de 1949 se instituyó el Frente de Juventudes, en el que quedaron integradas estas organizaciones
Con la evolución del franquismo, el Frente de Juventudes fue adaptando sus finalidades y su composición a las vicisitudes políticas del régimen; en noviembre de 1961 se cambia la denominación de Frente de Juventudes por la de Delegación Nacional de Juventudes, mucho menos beligerante, y en enero de 1970, una importante reorganización de la Secretaría General del Movimiento, máximo órgano político del Régimen, cambia su denominación por la de Delegación Nacional de la Juventud, con la que llega hasta el final del Régimen, en 1977.

## Fines
Los fines del Frente de Juventudes quedan claramente expuestos en su Ley Fundacional, e iban dirigidos a la totalidad de la juventud española, tanto los afiliados voluntariamente, como, y aquí radica la singularidad del Frente y su influencia en la sociedad española de la época, los no afiliados, que recibieron la denominación de "encuadrados" y quedaron divididos en "escolares" (de todos los niveles educativos), "aprendices" (trabajadores) y "rurales" (campesinos). 
Para las juventudes afiliadas, los fines eran los siguientes (Art. 7.º de la Ley):

a) La educación política, en el espíritu y doctrina del Movimiento.
b) La educación física y deportiva.
c) La educación premilitar.
d) La iniciación a la del Hogar para las juventudes femeninas.
e) Colaborar en la formación cultural, moral y social con las instituciones a las que corresponda prestarlas y secundar la educación religiosa propia de la iglesia católica.
f) Organizar y dirigir campamentos, colonias, albergues, cursos, academias y cualquier otra obra de este género, enderezada al cumplimiento de sus funciones.
g) Completar, respecto de sus afiliados, la labor del Estado, principalmente en materia de sanidad, enseñanza y trabajo.

Con respecto a la juventud no afiliada, los fines eran los siguientes (Art. 8.º):

a) La iniciación política.
b) La educación física.
c) La organización de cuantas colonias de verano o instituciones afines sean subvencionadas por las Corporaciones públicas y la inspección de las que organicen las entidades privadas.
d) La vigilancia del cumplimiento de las consignas del Movimiento, en lo que a la juventud se refiere, en los centros de enseñanza y trabajo.

Que su fin último era el adoctrinamiento queda patente en un manual escolar en el que junto a un dibujo donde aparecían niños desfilando con el uniforme del Frente de Juventudes (ninguna niña) se decía:

Son los hombres de mañana. Ellos serán los que defiendan nuestra Patria y la hagan grande
Imitarán a sus padres, que defendieron a España contra los comunistas y vencieron.
España está en el camino de su grandeza. Por esto desfilan los flechas con tanto entusiasmo y cantando su himno.

## Organización y estructura
Para el mejor cumplimiento de las competencias que se atribuyeron al Frente de Juventudes, este se estructuró a través de distintos órganos, unos de carácter personal y, otros, colectivos.
Al frente de la Delegación estaba el Delegado Nacional del Frente de Juventudes, designado libremente por el Jefe Nacional del Movimiento, Francisco Franco, a propuesta del Secretario General, del que dependía jerárquicamente, como señala el artículo 11 de la ley fundacional. Nada dice dicho texto legal sobre el cese del Delegado, pero el Estatuto del Movimiento, en su artículo 23 determina que al frente de cada servicio habrá un Delegado, «nombrado y destituido libremente por el Jefe Nacional».
La organización se estructuró a través de servicios o departamentos a los que correspondían desarrollar las misiones encomendadas. Esta estructura no fue algo estable y permanente, sino que, por el contrario, sufrió varias modificaciones, siempre manteniendo los fines fundacionales.
La ley fundacional señalaba la existencia de un Asesor de Educación Física y otro de Religión, cuyos primeros titulares fueron el teniente general Joaquín Agulla y Jiménez-Coronado y el Patriarca Leopoldo Eijo y Garay, respectivamente.
Dentro de la organización actuaban varias unidades, como era, especialmente en los primeros momentos, el Sindicato Español Universitario (SEU), que atendía a la juventud de enseñanza superior. Luego estaban las Secciones centrales de Enseñanza, a las que competía todo lo relacionado con la actividad docente que el Frente de Juventudes tenía encomendada; también todo lo referente al profesorado de Formación del Espíritu Nacional y de Educación Física, así como lo relacionado con los libros de texto de aquellas asignaturas. La de Centros de Trabajo atendía a la juventud trabajadora. Uno de los medios empleados eran las llamadas "Tardes de Enseñanza", tiempo que las empresas cedían al Frente de Juventudes para que los aprendices pudieran asistir a las actividades y clases que la organización impartía. Más tarde comenzaron los «Concursos de Formación Profesional» que llegaron a alcanzar nivel internacional. También había una Sección de Rurales que atendía a la juventud campesina.
En la Norma Orgánica de 1962 se habla de la Sección de Actividades Profesionales, con dos vertientes: la Obra de Formación Agropecuaria y la de Formación Profesional.
En la ley fundacional se preveía la creación de las Secciones Naval y del Aire. Esta última no llegó a existir y en cuanto a la Naval tenía como finalidad «la formación de los jóvenes que normalmente harán su servicio militar en la Armada, así como los que aspiren a ejercer las profesiones de la Marina de Guerra o Mercante, flota pesquera y servicios auxiliares de la misma».

## Organización de los afiliados

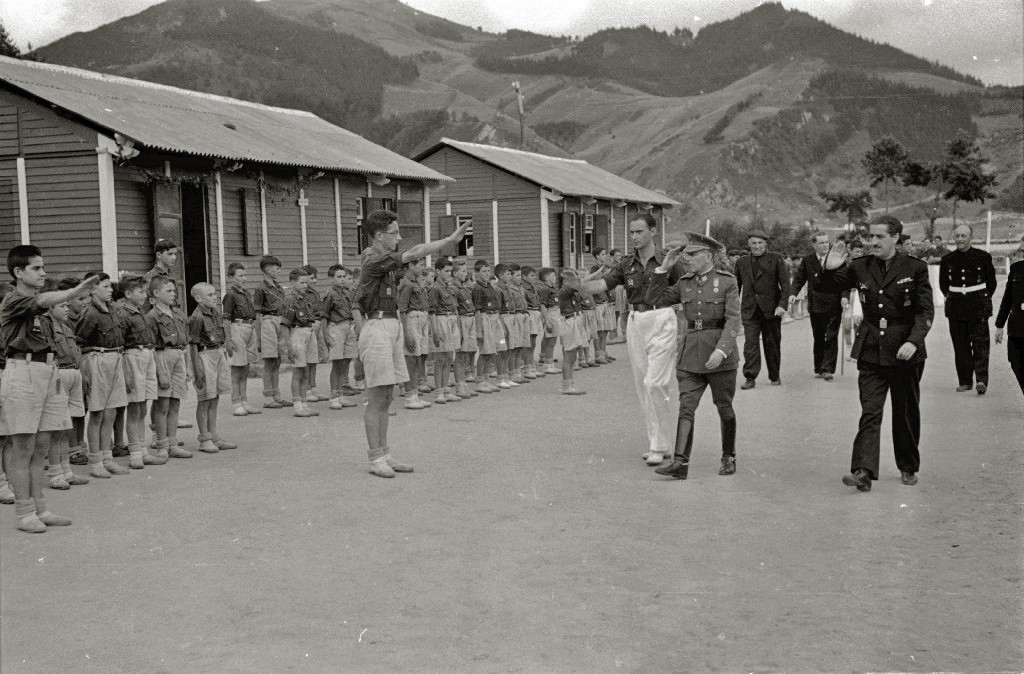
Campamento del Frente de Juventudes en Orio, Guipúzcoa.

Las juventudes afiliadas voluntariamente formaban las Falanges de Voluntarios, más tarde denominadas Falanges Juveniles de Franco, que estaban organizadas en tres grupos o "legiones": Flechas (de 10 a 13 años), Cadetes (de 14 a 16 años) y Guías (de 17 a 20 años). La unidad básica era la escuadra, y los mandos se denominaban jefe de escuadra, de falange, de centuria y de legión. El mando de las FF.JJ. de la provincia correspondía al ayudante provincial. Como actividades más destacadas de las FF.JJ. sobresalieron los hogares, campamentos, marchas y las Escuelas de Montaña.
En los años 50, las FF. JJ. estaban ya claramente desfasadas, debido sobre todo a su componente política e ideológica. Este desfase termina llevando a su disolución. Sin embargo, todavía seguía siendo válida su componente deportiva y cultural, lo que lleva en 1960 a la creación de la Organización Juvenil Española (OJE), que surge como asociación juvenil independiente, desprovista de contenido político y orientada a llenar el tiempo libre de niños y adolescentes con un proyecto educativo propio.

## Servicios y actividades
Los servicios y actividades que desarrolló el Frente de Juventudes fueron muy amplios y numerosos, pues cubrían además del ámbito educativo, el del tiempo libre, el de la cultura e, incluso, el de la información.
En el de tiempo libre destacaron principalmente los torneos y competiciones de actividades deportivas, los campamentos y albergues, actividades culturales y de ocio como teatro, aeromodelismo, la sanidad escolar y empresas como la CAR (Cadena Azul de Radiodifusión), la Oficina de Viajes T.I.V.E. (Turismo, Intercambio y Viajes Educativos), la Red Española de Albergues Juveniles, la Red de Bazares Juveniles, y la Editorial Doncel, a través de la cual editó tebeos como Balalín (1957-1959) y Trinca (1970-1973).
En el ámbito más estrictamente educativo, el Frente de Juventudes llegó a disponer de una red de Colegios de Enseñanza Primaria y una de Colegios Menores (enseñanza secundaria en régimen de internado), además de tener la exclusividad de organización, impartición y evaluación, en todos los niveles educativos, de varias asignaturas,  las llamadas "disciplinas del Movimiento": Educación Física, Educación política (que recibió diversos nombres a medida que el Régimen evolucionaba) y, para las niñas, varias asignaturas que constituyeron en conjunto las llamadas "Enseñanzas de Hogar". Incluso llegó a depender de Juventudes la Escuela Oficial de Periodismo, antes de la creación de las Facultades de Ciencias de la Información.
El soporte humano básico del Frente de Juventudes lo constituyó el Cuerpo Especial de Oficiales Instructores formados en la Academia de Mandos «José Antonio» de Madrid, titulados en Educación Física, Formación Cívico-Social y Campamentos.